# الحرب الفرنسية الفلمنكية
كانت الحرب الفرنسية-الفلمنكية صراعًا دار بين مملكة فرنسا وكونتية فلاندر بين عامي 1297 و1305.
ويُنظر إلى هذه الحرب على أنها على صلة مباشرة بالحرب الأصلية في غاسكونية وحرب الاستقلال الاسكتلندية الأولى، إذ سعى فيليب الرابع وإدوارد الأول إلى استمالة الحلفاء في اسكتلندا وفلاندر على التوالي، مما جعل تلك النزاعات مرتبطة بعضها ببعض.

## الخلفية
فيليب الرابع الذي أصبح ملكًا على مملكة فرنسا سنة 1285، كان عازمًا على تعزيز سلطة التاج الفرنسي بأي ثمن. كانت كونتية فلاندر اسميًا جزءًا من المملكة منذ معاهدة فيردان عام 843، لكنها حافظت على استقلال فعلي بحكم الواقع عن العرش، وكانت فلاندر تحوي بعض أغنى مدن ذلك الزمان مثل بروج، غنت، إيبر، ليل، ودويه، سعت هذه المدن إلى الحفاظ على استقلالها عن كونتات فلاندر وعن الأرستقراطية الريفية، ولكنها كانت بدورها منقسمة بين الباتريكيون الأثرياء، والحرفيين الحضريين المنتمين إلى نقابات.
في عام 1288، استغل فيليب الرابع الشكاوى المتعلقة بالضرائب ليفرض سيطرته على فلاندر، وتصاعد التوتر بين غي دي دامبيير كونت فلاندر والملك.
في تلك الأثناء ورغم اضطرار مملكة إنجلترا إلى قبول خسارة دوقية نورماندي، كونتية ماين، كونتية أنجو، ,كونتية بواتو بموجب معاهدة باريس 1259 بعد قرن من الصراع، إلا أن إنجلترا احتفظت جزر القنال ودوقية أقطانية الضخمة التي كانت لا تزال اسميًا تابعة للملك الفرنسي.
تسببت النزاعات الشخصية بين البحارة الإنجليز والفرنسيين في أوائل تسعينيات القرن الثالث عشر بأن يوجه فيليب مطالب لإدوارد أدت إلى أن يتخلى الملك الإنجليزي إدوارد الأول عن الولاء الإقطاعي، ورد فيليب بإعلان مصادرة ممتلكات إدوارد القارية لصالح التاج، مما أدى إلى اندلاع حرب غاسكون 1294–1303.
حاول الكونت غي أن يقيم تحالفًا مع الملك إدوارد عام 1294، فخطب ابنته فيليبا لأمير إدوارد، الذي سيصبح لاحقًا إدوارد الثاني، ولكن فيليب أمر باعتقال غي واثنين من أبنائه وسجنهم؛ فتم إلغاء الزواج ونُقلت فيليبا إلى باريس، حيث بقيت حتى وفاتها في 1306.
استُدعي غي للمثول أمام الملك سنة 1296، ووضعت المدن الرئيسية في فلاندر تحت "حماية" التاج الملكي إلى حين دفع تعويضات والتنازل عن أراضيه، والتي سيحكمها لاحقًا فقط بإذن من الملك، كمنحة أو تفضل منه.

## 1297–1300

### المرحلة الأولى من الحرب
ومع يناير 1297 أعلن الكونت غي رسميًا تخليه عن ولائه للملك فيليب الرابع، وتحالف مع الملك الإنجليزي إدوارد الأول؛ وحفيده جان الأول، كونت هولندا؛ وهنري الثالث كونت بار؛ وأدولف ناساو ملك الألمان.
ردّ فيليب بإعلان مصادرة ألقاب غي، وضم فلاندر إلى الأراضي التاج، وأرسل جيشًا فرنسيًا بقيادة روبرت الثاني من أرتوا لغزوها، لم يحظَ كونت فلاندر بدعم يُذكر من حلفائه: فقد هُزمت حملة هنري الثالث من بار على شمبانيا (يونيو 1297) بسهولة على يد زوجة الملك جوان الأولى ملكة نافارا، وواجه ملك ألمانيا معارضة من خصمه المدعوم فرنسيًا هو ألبرشت الهابسبورغي، حيث لقي مصرعه في إحدى المعارك سنة 1298، وأما إدوارد فواجه معارضة من نبلاء إنجلترا الرافضين للتدخل في فلاندر، واضطر للتعامل مع حرب الاستقلال الاسكتلندية الأولى، وبهذا تُرك الكونت غي ليواجه فرنسا وحده فعليًا.
استولى روبرت من بيتون الابن الأكبر للكونت بسرعة على مورطانج، عند التقاء نهري سخيلده وسكارب، وكذلك على قلعة هلكين، وفي مارس 1297 أمر الملك فيليب الرابع باعتقال كل أنصار كونت غي ومصادرة ممتلكاتهم، وتمكن احتلال قلعة الإكلوز قرب دويه.
وفي يونيو حشد فيليب جيشًا قوامه نحو 3000 فارس في كومبيين، ثم زحف نحو أراس (6 يونيو)، ولانس (12 يونيو)، ووصل إلى حدود فلاندر قرب دويه في 14 يونيو، وفي اليوم التالي عبر قسم من الفرسان الفرنسيين بقيادة شقيق الملك شارل دي فالوا والكندسطبل راؤول دي نيل الحدود قرب راش وواجهوا جزءًا من الجيش الفلمنكي المؤلف من مرتزقة ألمان، وتم صدهم وبعد هذه الانتكاسة، استسلمت أورشي لفرنسا، قامت قوات فالوا بنهب وإحراق الريف حتى وصلت إلى ليل، ثم رجعت إلى الجيش الفرنسي الرئيسي.
في 16 يونيو 1297 دخل الجيش الفرنسي بأكمله فلاندر، وزحف نحو ليل وأحرق بلدات سيكلان ولوس في طريقه، وفي 17 يونيو، بدأت محاصرة ليل رسميًا والتي نحو استمرت عشرة أسابيع. وأثناء الحصار اجتاحت فرق النهب الفرنسية الريف الفلمنكي، فاحتلت أو أحرقت بلدات كومن، وواستن، كورتريك، التي استسلمت لفالوا،
وفي أغسطس تلقى الجيش الفرنسي تعزيزات بعد عودة روبرت الأرتوي من حملته الناجحة ضد إدوارد في أقطانية، وزحف بجيشه إلى كاسيل، فدمر المدينة باستثناء القلعة التي كان يسيطر عليها الفلمنك، ثم توجه إلى سان فينوكسبرغن، التي استسلمت، وبحلول 20 أغسطس، كان جيش أرتوا قد وصل إلى فيرن، وحين هاجم الفلمنك قوات أرتوا، انتهت المعركة بانتصار فرنسي في معركة فورن يوم 20 أغسطس، وبعدها بخمسة أيام، استسلمت ليل للملك فيليب، وسُمِح للجيش الفلمنكي المؤلف من 3000 مقاتل بقيادة روبرت من بيتون بالانسحاب نحو روزيلار.
ورغم المشاكل في بلاده، نقل الملك إدوارد في أواخر أغسطس 1297 جيشًا قوامه 895 فارسًا و7560 من المشاة والرماة إلى فلاندر، ولما لم يجد دعمًا في بروج، توجه إلى غنت واتخذها قاعدة عملياته في فلاندر، وبعد سقوط ليل، زحف الجيش الفرنسي الرئيسي نحو كورتريك وإنغيلمونستر، وفي 18 سبتمبر 1297 استقبل فيليب وفدًا من بروج أعلن استسلام المدينة، احتلت القوات الفرنسية المدينة بقيادة راؤول دي نيل وغي الرابع، كونت سان بول، لكن ميناؤها دام، استُعيد من قِبل قوات بقيادة روبرت من بيتون.

### الهدنة 1297–1300
أسفرت الوساطة البابوية عن هدنة في أكتوبر 1297، التزم بها الجميع عمومًا حتى عام 1300.
وخلال تلك الفترة، جرت مفاوضات بين ملوك فرنسا وإنجلترا والأطراف المتحاربة الأخرى—بمن فيهم كونت غي—أمام المبعوثين البابويين، في الوقت الذي واصلت فيه الأطراف تعزيز دفاعات المدن الفلمنكية التي تسيطر عليها، وبعد أن توصل إلى اتفاق مع باروناته لمواجهة التهديد الاسكتلندي، غادر إدوارد وجيشه فلاندر في مارس 1298.
وقد أسفر معاهدة مونتروي 1299 عن إحلال السلام بين إدوارد وفيليب، وخطب ولي العهد الإنجليزي إلى إيزابيلا ابنة فيليب؛ وفي نفس العام تزوج إدوارد نفسه من مارغريت شقيقة فيليب، ومنذ ذلك الحين ترك الملك إدوارد الأمر برمّته لغي.

### المرحلة الثانية من الحرب: الغزو الفرنسي
بحلول أواخر عام 1299، كان الكونت غي قد سلّم مقاليد الحكم إلى ابنه الأكبر روبرت، وبعد انتهاء الهدنة في يناير 1300، غزت القوات الفرنسية فلاندر من جديد، واندلعت المناوشات على طول خط الهدنة الذي تم الاتفاق عليه سنة 1298، قاد أحد القادة الفرنسيين المدعو وال باييل حملة نهب وتدمير على المناطق الريفية المحيطة بإيبر وكاسيل، فيما سار شارل دي فالوا من بروج نحو مشارف غنت، وأحرق نيفيل واثنتي عشرة بلدة وقرية أخرى، ومنذ مارس 1300 حاصرت القوات الفرنسية كلًا من دامه وإيبر، حيث تولى الدفاع عنهما على التوالي أبناء الكونت: ويليام من دندرمونده وغي من نامور.
ومع أواخر أبريل، استسلم ويليام وسلم مدن دامه، أردنبورغ وسليس إلى الفرنسيين، واستسلمت غنت لفرنسا في 8 مايو، وأودنارده في 11 مايو، وإيبر في 21 مايو 1300.
وبحلول منتصف مايو نُقل الكونت العجوز وأبناؤه روبرت وويليام وعدد من النبلاء الفلمنكيين إلى الأسر في فرنسا، وأصبحت كامل فلاندر تحت السيطرة الفرنسية.

## الاحتلال الفرنسي والانتفاضة المحلية (1300–1302)
كان غزو فلاندر سهلًا نسبيًا، إذ إن المدن الفلمنكية بقيت محايدة حتى ذلك الحين، كان البطارقة الحضريون في صراع طويل مع كونت فلاندر حول مدى سلطته على الشؤون (وخاصة المالية) في المدن، وقد لجأ هؤلاء البطارقة إلى ملك فرنسا طلبًا للدعم، الذي لبّى نداءهم، مما زاد من نفوذه في فلاندر.
وكان أنصار ملك فرنسا في فلاندر يُعرفون باسم الليليارد (أي أنصار الزنبقة الفرنسية)، وشملوا أيضًا بعض الأرستقراطيين الريفيين.
أما البروليتاريا في المدن، فكانت تأمل في تحقيق مزيد من العدالة وتوزيع أفضل للثروة في ظل الحاكم الجديد، غير أن فيليب الرابع عيّن جاك دو شاتيون حاكمًا على الكونتية، وقد كان اختيارًا سيئًا للغاية، كان الجندي المتغطرس، وبالتحالف مع الليليارد، فرض حكمًا قمعيًا وقام بفرض ضرائب جديدة، مما أثار غضب الفلمنكيين.
وسرعان ما عقدت النقابات الحضرية تحالفًا مع النبلاء الفلمنكيين الموالين للكونت، وسمّوا أنفسهم الليبـارت أو الكلوارت (نسبة إلى "مخالب" الأسد الفلمنكي).
وفي 19 مايو 1302 اندلع التمرد في بروج، حيث قام سكان المدينة بقتل كل فرنسي وقع في أيديهم، بمن فيهم الحامية الفرنسية، وقد عُرف هذا الحدث باسم صباح بروج الدامي. ونجا دو شاتيون بنفسه من الموت.
ومن هناك،عمّت الثورة كامل الإقليم، وصل الشماس ويليام من يوليش حفيد الكونت غي إلى بروج، وتولّى قيادة الانتفاضة الفلمنكية، وكان يحظى بدعم خاليه جان الأول مركيز نامور وغي من نامور.
وسرعان ما أصبحت معظم فلاندر تحت سيطرتهم، ولم تبقَ في أيدي الفرنسيين إلا كاسيل وكورتريك، فيما ظلت غنت على الحياد.
ولما حاصر الفلمنك كورتريك في 9 و10 يوليو، وصل جيش فرنسي ضخم بقيادة روبرت الأرتوي لقمع التمرد، وتواجه الجيشان في 11 يوليو في سهل مفتوح قرب المدينة في معركة أصبحت تُعرف باسم معركة الرماح الذهبية، وقد انتصر الفلمنك في تلك المعركة على عكس كل التوقعات.
فقد توقفت فرسان فرنسا الشهيرة بسبب تموضع الميليشيات الفلمنكية في مواقع تكتيكية محصنة، وبسبب الطين الثقيل للأرض، وتمت إبادة عدد كبير من الفرسان الفرنسيين.
وقد أعادت هذه المعركة الاستقلال الكامل لفلاندر لمدة سنتين، وحاول الملك الفرنسي مرتين أن يثأر من هذه الهزيمة المذلة، إلا أن محاولاته أُفشلت على يد جيش فلمنكي بقيادة ويليام من يوليش في معركة أرك (1303).
ثم قام الفلمنك بغزو أراضٍ فرنسية، وحاصروا مدينة تورناي، انتهى الحصار باتفاق تفاوضي بين فيليب الرابع ملك فرنسا، والفِلمنكيين، حيث وافق الفرنسيون على إطلاق سراح سجينهم جاي، كونت فلاندر.

## 1304–1305
في تلك الأثناء، كانت فلاندر قد دخلت في حرب مع كونت هولندا، فمنذ عام 1299 أصبح جان الثاني كونت هولندا وقد كان أيضًا حاكمًا على كونتية هينو وكونتية زيلند، وكان ينتمي إلى بيت آفيسنيس العدو التقليدي لأسرة دامبيير الفلمنكية رغم القرابة الأخوية بينهما، كانت زيلند محل نزاع بين كونت فلاندر وكونت هولندا منذ أوائل القرن الحادي عشر، ولقد ألحقت بهولندا منذ 1076.
وفي عام 1302، غزت فلاندر كونتية هينو واستولت على لِسين، وأما غي من نامور، ابن كونت فلاندر، فقد شكل أسطولًا في سليس، وأبحر يوم 23 أبريل 1303 ليطالب بزيلند لصالح الفلمنك.
وبعد نجاحات أولية، هُزم غي في 10 و11 أغسطس 1304 في معركة زيريكزي على يد أسطول فرنسي-هولندي مشترك بقيادة رينييه غريمالدي، الذي أرسله فيليب الرابع ملك فرنسا لمساعدة كونت هولندا.
وقد تم أسر غي من نامور، وظلت زيلند خاضعة لسيطرة كونت هولندا، وبعد أسبوع من هذه المعركة البحرية، وتحديدًا في 18 أغسطس، قاد فيليب الرابع بنفسه جيشًا فرنسيًا ضد الجيش الفلمنكي الرئيسي في معركة مون أون بيفيل، وهناك لقي ويليام من يوليش مصرعه.
وبعد سلسلة من المعارك الثانوية، تم التوقيع على معاهدة أَتيس سور أورج في 23 يونيو 1305، والتي اعترفت باستقلال فلاندر كإقطاعية، ولكن بثمن باهظ: فقد تم التنازل عن مدن ليل ودويه وبيثون لصالح أراضي التاج الفرنسي، كما فُرضت على فلاندر غرامات باهظة لصالح فيليب الرابع.